# Mattias Zachrisson
Mattias Zachrisson (ur. 22 sierpnia 1990 w Västerås) – szwedzki piłkarz ręczny grający na pozycji prawoskrzydłowego. Wicemistrz olimpijski 2012 z Londynu.  Obecnie występuje w Bundeslidze, w drużynie Füchse Berlin.

## Sukcesy

### reprezentacyjne
- srebrny medalista igrzysk olimpijskich 2012 w Londynie

### klubowe
- srebrny medalista mistrzostw Szwecji 2011
- zdobywca pucharu Niemiec 2014
- zdobywca pucharu EHF 2015